# De fato

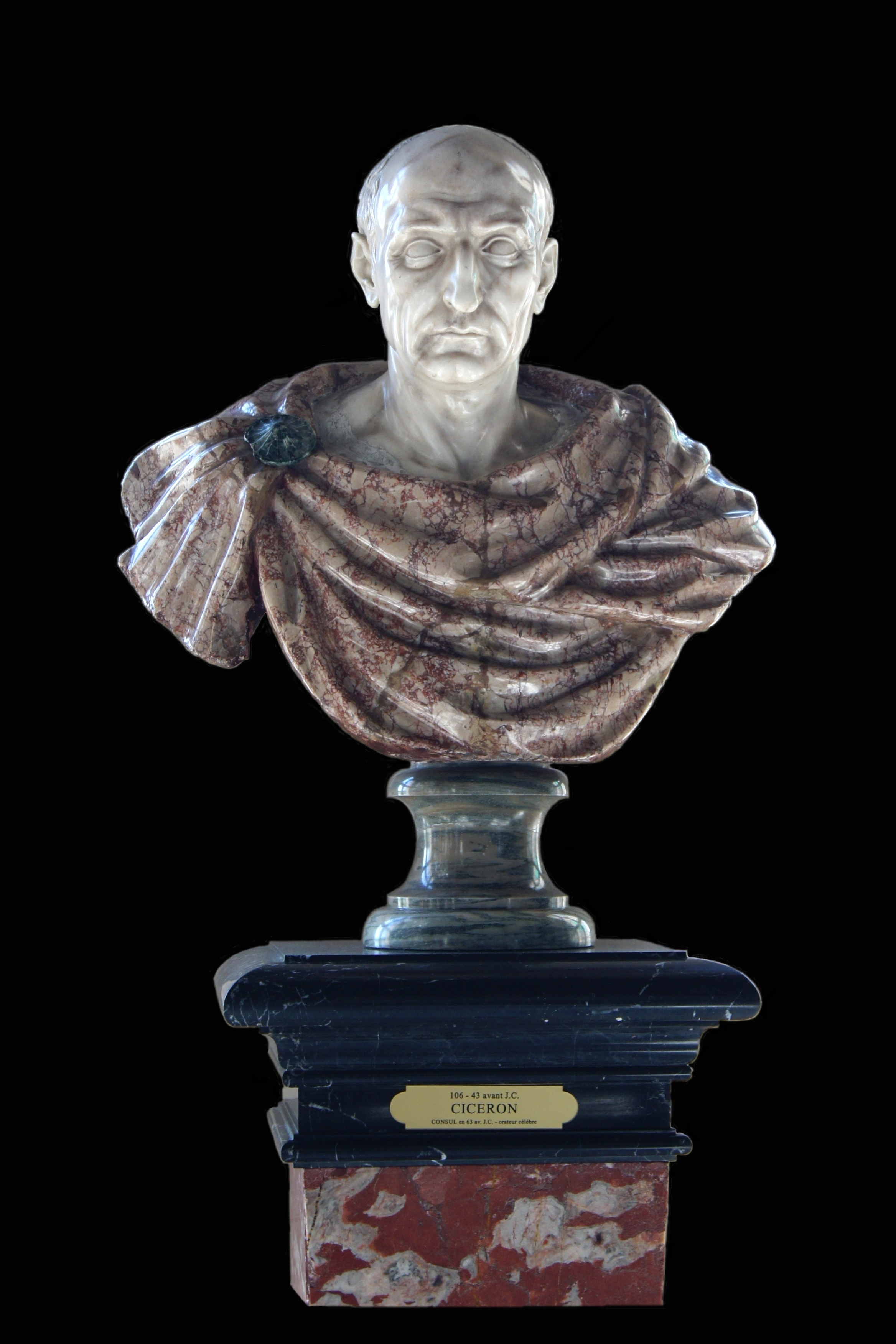
Bust de Marc Tul·li Ciceró

De fato (“Sobre el destí” en català) és un tractat filosòfic elaborat pel filòsof i orador Ciceró el 44 aC. Avui dia està parcialment perdut: només se n'han conservat dos terços i en manca el principi i el final. El tractat pren la forma de diàleg entre l'autor i el seu deixeble Aule Hirci, tot i que es llegeix més com una exposició, ja que Ciceró es dedica a exposar-hi la doctrina estoica referent al destí. Hirci només intervé de manera fugaç en els paràgrafs tercer i quart, mentre que en la resta del tractat parla Ciceró.
De fato formaria part d'una trilogia juntament amb el tractat De natura deorum i el de De divinatione. Aquests llibres proporcionen informació important sobre la cosmologia estoica i la teologia. Va ser una de les últimes obres de l'autor.

## Context
Quan Cèsar va començar la invasió d'Itàlia (49aC) Ciceró va fugir de Roma com la majoria dels senadors, amagant-se en una de les seves mansions campestres, concretament a la vil·la ciceroniana de Putèols (Pozzuoli). Va tornar al 48aC a la capital. El tractat està elaborat entre els mesos de maig i juny de 44 aC, escrit en moments de gravetat política, després de l'assassinat de Cèsar. L'obra va ser escrita amb pressa, ja que es va escriure abans de la seva fallida partida a Grècia al juliol d'aquest any.

## Temes i contingut
El tema del destí ja havia interessat des de feia temps a Ciceró, com testimonia una carta adreçada a Varró cap mitjans del 46 aC, en la qual l'autor fa referència a les converses que havia mantingut molts anys abans amb el seu estimat mestre Diòdot.
Ciceró, a més de negar l'existència del destí en termes absoluts i de defensar l'existència de l'atzar, considerava l'existència de la llibertat personal (desproveïda de qualsevol causa natural antecedent) com una mena de necessitat, inevitable per a la moral. Durant el tractat apareixen diferents filòsofs com Carnèades, Estilpó, Crisip i Diodor que Ciceró utilitza com a exemples per explicar-se.
El llibre comença relatant alguns fets de l'època vinculats al destí i amb la reflexió de Ciceró sobre la naturalesa i els efectes que té sobre els ciutadans. Ciceró diu que la causa natural pot produir inclinacions vicioses, però depèn només de la voluntat i la constant disciplina destruir aquesta naturalesa viciosa (d'aquí la seva postura estoica). Després es qüestiona sobre el present i el futur. Ciceró diu que els que declaren que el futur és immutable, i que el que és en el present en el futur no pot ser, són molt lluny de conèixer la necessitat del destí.

## Estructura
El tractat s'ha conservat incomplet: hi ha una llacuna al principi, altres al llarg de l'obra i una última que s'estén fins al final de l'obra. El fet que el tractat es trobi avui tan incomplet impedeix distingir quina n'era estructura originària. Resulta també difícil establir amb exactitud on han de situar-se els escassos fragments conservats. A més es detecten algunes inconseqüències o repeticions que semblen revelar l'absència d'una última correcció de l'original, deguda al seu sobtat retorn a l'activitat política.